# Симон II (Лотарингия)
Симон II (на френски: Simon II de Lorraine; на немски: Simon II von Lothringen, * 1140, † 1 април 1206) от фамилията Дом Шатеноа, е херцог на Горна Лотарингия от 1176 до 1205 г.

## Биография
Той е първият син и наследник на Матиас I († 1176), херцог на Горна Лотарингия, и Берта от Швабия, която е наричана още и Юдит фон Щауфен (1123 – 1195), дъщеря на Фридрих II, херцог на Швабия (Хоенщауфен). Майка му е племенница на крал Конрад III и сестра на по-късния император Фридрих Барбароса.
Симон II последва баща си през 1176 г. като херцог, въпреки че майка му предпочита повече неговия по-малък брат Фридрих. Като апанаж той дава на брат си господството Бич, което не му е достатъчно и той въстава. След тригодишна война през май 1179 г., според сключения мирен договор, с който фактически Лотарингия се разделя на две, Симон II получава франкофонксия юг, а по-малкият му брат Фридрих получава немскоговорещия север и господствата Жербевийе и Орм при Нанси.
Симон II се жени за пръв път за Агнес фон Велденц († 1185/1190), дъщеря на Герлах I, граф на Велденц. Втората му съпруга е Ида от Виен († 1224), дъщеря на Гералд I, граф на Макон и Виен. Той остава бездетен. Симон II определя племенника си Фридрих II, син на брат му Фридрих, за свой наследник, въпреки че брат му е още жив. През 1202 г. той дава графството си Водемон на Теобалд I, граф на Бар. Симон се отказва от престола през 1205 г. и отива в манастир, където умира.
След смъртта на Симон II († 1206) обаче брат му Фридрих I се прокламира за херцог на Лотарингия.